# 凯瑟灵
凯瑟灵是德国莱茵兰-普法尔茨州的一个市镇。总面积31.17平方公里，总人口595人，其中男性303人，女性292人（2011年12月31日），人口密度19人/平方公里。